# Olethreutes
Olethreutes is een geslacht van vlinders uit de familie van de bladrollers (Tortricidae).

## Soorten
Deze lijst van 239 stuks is mogelijk niet compleet.
- O. aeolantha (Meyrick, 1914)
- O. agatha Falkovich, 1966
- O. agilana (Clemens, 1860)
- O. agnota Diakonoff, 1973
- O. albiciliana (Fernald, 1882)
- O. aliana Kawabe, 1993
- O. andromedana Barnes & McDunnough, 1916
- O. anisorrhopa Diakonoff, 1983
- O. anthracana Forbes, 1931
- O. appalachianum (Braun, 1951)
- O. appendiceum (Zeller, 1875)
- O. arcuella

Geisha (vlinder) Clerck, 1759
- O. arsiptera (Meyrick, 1921)
- O. asterota (Meyrick, 1918)
- O. astrana (Guenée, 1845)
- O. astrologana (Zeller, 1875)
- O. atactodes (Turner, 1946)
- O. atrodentana (Fernald, 1882)
- O. auricapitana (Walsingham, 1879)
- O. baccatanum (McDunnough, 1942)
- O. balanacma (Meyrick, 1914)
- O. betulana (Heinrich, 1926)
- O. bicoloranum (McDunnough, 1922)
- O. bidentata Kuznetsov, 1971
- O. bipartitana (Clemens, 1860)
- O. bipunctana (Fabricius, 1794)
- O. bowmanana (McDunnough, 1923)
- O. brevibasana (Walsingham, 1891)
- O. brevirostratum (Heinrich, 1926)
- O. brevisecta (Meyrick, 1930)
- O. brunneopurpuratum (Heinrich, 1923)
- O. bryoscopa (Meyrick, 1928)
- O. buckellana (McDunnough, 1922)
- O. cacuminana (Kennel, 1901)
- O. calchantis (Meyrick, 1914)
- O. cana Kawabe, 1993
- O. canofascia Forbes, 1930
- O. captiosana (Falkovich, 1960)
- O. carceraria (Meyrick, 1913)
- O. carolana (McDunnough, 1922)
- O. caryactis (Meyrick, 1909)
- O. caryocoma (Meyrick, 1918)
- O. caryocryptis (Meyrick, 1932)
- O. castaneanum (Walsingham, 1900)
- O. cataphracta (Meyrick, 1917)
- O. cauquenensis (Butler, 1883)
- O. cenchropis (Meyrick, 1920)
- O. cerographa (Meyrick, 1907)
- O. circumplexa (Meyrick, 1922)
- O. clavana (Walker, 1863)
- O. clavifera (Meyrick, 1920)
- O. comandranum (Clarke, 1953)
- O. concinnana (Clemens, 1865)
- O. conchopleura (Meyrick, 1911)
- O. connectum (McDunnough, 1935)
- O. coruscana (Clemens, 1860)
- O. corylana (Fernald, 1882)
- O. costimaculana (Fernald, 1882)
- O. criopis (Meyrick, 1928)
- O. cyanophaea (Meyrick, 1927)
- O. cybicopa (Meyrick, 1933)
- O. cycladica (Meyrick, 1917)
- O. decidua (Meyrick, 1934)
- O. delitana (Staudinger, 1880)
- O. delphinosema Walsingham, 1914
- O. deprecatoria Heinrich, 1926
- O. devotana Kearfott, 1907
- O. diremptana (Walker, 1863)
- O. doctrinalis (Meyrick, 1934)
- O. dolosana (Kennel, 1901)
- O. electana (Kennel, 1901)
- O. electrias (Meyrick, 1911)
- O. electrofuscum (Heinrich, 1923)
- O. encharacta (Meyrick, 1918)
- O. erythropa (Meyrick, 1918)
- O. euryopis (Meyrick, 1937)
- O. eurypolia (Turner, 1916)
- O. exaeresimum (Heinrich, 1926)
- O. examinata Falkovich, 1966
- O. exaridanus Kuznetsov, 1991
- O. exilis Falkovich, 1966
- O. exoletum (Zeller, 1875)
- O. faceta (Meyrick, 1917)
- O. fagigemmaeana (Chambers, 1878)
- O. fasciatana (Clemens, 1860)
- O. ferriferana (Walker, 1863)
- O. ferrolineana (Walker, 1863)
- O. ferrugineanum (Riley, 1881)
- O. fimbripedana (Walker, 1863)
- O. flammanus Kawabe, 1993
- O. footiana (Fernald, 1882)
- O. fraternanum (McDunnough, 1922)
- O. fraudulentana (Kennel, 1901)
- O. furfuranum (McDunnough, 1922)
- O. galaxana Kearfott, 1907
- O. galevora (McDunnough, 1956)
- O. gemmifera Walsingham, 1914
- O. glaciana (Möschler, 1860)
- O. glaphyraspis (Meyrick, 1921)
- O. globigera (Meyrick, 1914)
- O. gordiana (Kennel, 1918)
- O. griseoalbanum (Walsingham, 1879)
- O. guiana Busck, 1913
- O. gutturalis (Meyrick, 1934)
- O. hamameliana (McDunnough, 1944)
- O. hedrotoma (Meyrick, 1938)
- O. heinrichana (McDunnough, 1927)
- O. heliophanes (Meyrick, 1922)
- O. helvomaculana (Kostyuk, 1975)
- O. hemeropis Dognin, 1912
- O. hemiplaca (Meyrick, 1922)
- O. hieroglypta Walsingham, 1914
- O. hilaraspis (Meyrick, 1931)
- O. hippocastanum (Kearfott, 1907)
- O. holodesma Walsingham, 1914
- O. humeralis (Walsingham, 1900)
- O. hyalitis (Meyrick, 1909)
- O. hydrangeana Kuznetsov, 1969
- O. hygrantis (Meyrick, 1911)

- O. impolita (Meyrick, 1917)
- O. ineptana (Kennel, 1901)
- O. informalis (Meyrick, 1935)
- O. inornatana (Clemens, 1860)
- O. inquietana (Walker, 1863)
- O. intermistana (Clemens, 1865)
- O. iorrhoa (Meyrick, 1914)
- O. irina Falkovich, 1966
- O. irrorea (Lower, 1916)
- O. isodoxa (Meyrick, 1928)
- O. isopercna (Meyrick, 1927)
- O. kamtshadala (Falkovich, 1966)
- O. kononenkoi Kuznetsov, 1991
- O. lacunanum (Freeman, 1941)
- O. leveri Bradley, 1954
- O. lutipennis (Meyrick, 1921)
- O. magadana (Falkovich, 1965)
- O. malana (Fernald, 1882)
- O. mediopartitum (Heinrich, 1923)
- O. meifengensis Kawabe, 1993
- O. melanomesum (Heinrich, 1923)
- O. mengelana (Fernald, 1894)
- O. merrickanum (Kearfott, 1907)
- O. metallicana (Hübner, 1799)
- O. metaplecta (Meyrick, 1920)
- O. microplaca (Meyrick, 1912)
- O. milichopis (Meyrick, 1931)
- O. minaki (McDunnough, 1929)
- O. mixanthes (Meyrick, 1932)
- O. mochana Busck, 1913
- O. mochlaspis (Meyrick, 1921)
- O. moderata Falkovich, 1962
- O. molybdachtha (Meyrick, 1930)
- O. monetiferanum (Riley, 1881)
- O. mori (Matsumura, 1900)
- O. morivora (Matsumura, 1900)
- O. mysteriana Miller, 1979
- O. nananum (McDunnough, 1922)
- O. nectarodes (Meyrick, 1921)
- O. nigranum (Heinrich, 1923)
- O. nigricrista Kuznetsov, 1976
- O. nimbosa (Meyrick, 1920)
- O. niphadastra (Meyrick, 1921)
- O. niphodelta (Meyrick, 1925)
- O. niphostetha (Turner, 1946)
- O. nitidana (Clemens, 1860)
- O. nomas Diakonoff, 1983
- O. nordeggana (McDunnough, 1922)
- O. nubicincta Diakonoff, 1973
- O. obovata (Walsingham, 1900)
- O. obsoletana (Zetterstedt, 1840)
- O. ochrosuffusanum (Heinrich, 1923)
- O. olivaceana (Fernald, 1882)
- O. olorina Walsingham, 1914
- O. orestera Bradley, 1965
- O. orichlora (Meyrick, 1920)
- O. orthacta (Meyrick, 1908)
- O. orthocosma (Meyrick, 1931)
- O. osmundana (Fernald, 1879)
- O. pachypleura (Meyrick, 1922)
- O. percnochlaena (Meyrick, 1938)
- O. permundana (Clemens, 1860)
- O. phyllodoxa (Meyrick, 1932)
- O. placida (Meyrick, 1911)
- O. platymolybdis (Meyrick, 1930)
- O. platyzona (Meyrick, 1917)
- O. plumbosana Kawabe, 1976
- O. polymorpha (Meyrick, 1932)
- O. polluxana (McDunnough, 1922)
- O. pontifraga (Meyrick, 1928)
- O. propitia (Meyrick, 1918)
- O. protocyma (Meyrick, 1936)
- O. punctanum (Walsingham, 1879)
- O. quadrifidum (Zeller, 1875)
- O. quinquefasciana Matsumura
- O. restinctana Turati, 1913
- O. rhetorica (Meyrick, 1920)
- O. rhodochranta (Meyrick, 1933)
- O. rosaochreana Kearfott, 1907
- O. rusticanum (McDunnough, 1922)
- O. sagata (Meyrick, 1913)
- O. sardiodes (Meyrick, 1922)
- O. sayonae Kawabe, 1993
- O. scabellana (Zeller, 1852)
- O. sciotanum (Heinrich, 1923)
- O. scolecitis (Meyrick, 1916)
- O. schulziana (Fabricius, 1777)
- O. semicirculana (Walker, 1863)
- O. semicremana (Christoph, 1881)
- O. septentrionana (Curtis, 1835)
- O. sericoranum (Walsingham, 1879)
- O. siderana (Treitschke, 1835)
- O. solaris (Meyrick, 1909)
- O. sordidana (McDunnough, 1922)
- O. sphaerocosmana (Meyrick, 1881)
- O. spiraeana (Kuznetsov, 1962)
- O. stagnicolana Preissecker, 1914
- O. streblopa (Meyrick, 1936)
- O. subelectana Kawabe, 1976
- O. submissanum (McDunnough, 1922)
- O. subnubilum (Heinrich, 1923)
- O. subtilana (Falkovitsh, 1959)
- O. symmictopa (Meyrick, 1930)
- O. symplecta (Turner, 1946)
- O. tenebricum (Heinrich, 1926)
- O. tephrea Falkovich, 1966
- O. thermopetra (Meyrick, 1930)
- O. tilianum (Heinrich, 1923)
- O. transformis (Meyrick, 1921)
- O. transversana (Christoph, 1881)
- O. trinitana (McDunnough, 1931)
- O. trithyra (Meyrick, 1921)
- O. troglodanum (McDunnough, 1922)
- O. tsutavora Oku, 1971
- O. valdanum (McDunnough, 1922)
- O. varregana
- O. versicolorana (Clemens, 1860)
- O. viburnanum (McDunnough, 1935)
- O. vinculigera (Meyrick, 1939)
- O. zelleriana (Fernald, 1882)